# Actinecta cyanea
Actinecta cyanea is een zeeanemonensoort uit de familie van de Minyadidae. De wetenschappelijke naam van de soort is voor het eerst geldig gepubliceerd in 1835 door Brandt.